# Coptops alboirrorata
Coptops alboirrorata là một loài bọ cánh cứng trong họ Cerambycidae.